# Fondation Danielle-Mitterrand - France Libertés
 (décembre 2021).
 (août 2021).
Fondation Danielle-Mitterrand - France Libertés est une fondation créée le 4 mars 1986 par Danielle Mitterrand, épouse du président de la République François Mitterrand. Elle est reconnue d'utilité publique.
« L'objectif de France Libertés est de défendre les droits humains et les biens communs du vivant. Elle contribue à la construction d'un monde plus solidaire ». Son siège est à Paris.
Le logo de France Libertés représente deux arbres qui s’entremêlent : le chêne pour la justice et l’olivier pour la paix.

## Histoire
Celle-ci résulte de la fusion de trois associations humanitaires : "L'association du 21 juin", "Cause commune" et "La France est avec vous", créées par Danielle Mitterrand,.
Reconnue d’utilité publique, elle base son action dans le domaine international. Elle est dotée, depuis 1991, du statut consultatif (II) auprès de l'Organisation des Nations unies.
France Libertés a pour missions de défendre les droits de l’homme, le droit d'accès à l'eau pour tous et le droit des peuples à disposer de leurs richesses[source insuffisante]. Elle soutient la résistance des peuples et des individus opprimés dans leurs libertés et apporte son soutien « à tous ceux, où qu’ils soient, que leur condition sociale ou des éléments naturels exposent au dénuement et à la misère ».

Danielle Mitterrand décrit sa Fondation, en 2011 : 
« France Libertés est essentiellement un maillon actif d’un réseau mondial qui aspire à organiser l’alternative à la mondialisation du commerce et de la finance pour une société qui donne toutes ses chances à la vie ».
La fondation de Danielle Mitterrand a participé, à plusieurs combats tels que la lutte contre le racisme, le soutien au peuple tibétain,[source insuffisante], ou la lutte contre l’apartheid en Afrique du Sud. Elle participe aux grands projets d’aide aux pays du Sud comme la reconstruction du système éducatif et social au Cambodge, l'affirmation de l'identité kurde, ou la lutte pour la sécurité sanitaire en Afrique. France Libertés défend les peuples opprimés tels les Tchétchènes, Kurdes, Touaregs, Quechua, Rom, Karen, Tibétains, Maya, Peuls, Mapuche, Sahraouis, Timorais, Chiapanèque...[réf. nécessaire]
La défense de la cause du peuple kurde vaut à Danielle Mitterrand le surnom de « mère des kurdes ». 
En 2011, Danielle Mitterrand soutient la lutte contre le barrage de Belo Monte à travers sa fondation et présente une déclaration sur le cas lors de la XXIe session du Conseil des droits de l'Homme des Nations unies à Genève en septembre 2012. 
Le droit pour tous à disposer d’une eau potable, libre et gratuite est devenu un des premiers combats de l'ONG. La Fondation s’oppose à la marchandisation et à la privatisation de l’eau et dénonce la prédominance d’une vision économique de cette ressource. Elle a joué un rôle déterminant dans la mise à l’agenda de cette question aux Nations unies qui aboutit en 2010 à la reconnaissance du droit à l’eau par l’Assemblée générale puis par le Conseil des droits de l’homme.
France Libertés a ainsi donné naissance au mouvement des porteurs d’eau et à la mise en place de l'opération transparence, « une grande enquête collaborative dans le but de faire la promotion de la transparence du prix et de la qualité du service de l’eau en France ».
Depuis 2014, elle attaque en justice les distributeurs d'eau qui ne respectent pas la loi Brottes qui interdit les coupures d'eau pour impayé dans les résidences principales. Elle a remporté une vingtaine de procès.
Dans l'entre-deux-tours de l'élection présidentielle de 2017 qui oppose Marine Le Pen et Emmanuel Macron, France Libertés appelle implicitement dans une tribune avec soixante autres associations à faire barrage à la candidate FN.

## Domaines principaux d'action
Les deux thèmes principaux d'action de la fondation sont à l'heure actuelle :
- l'eau, bien commun de l'humanité
- le droit des peuples

## Moyens d’action

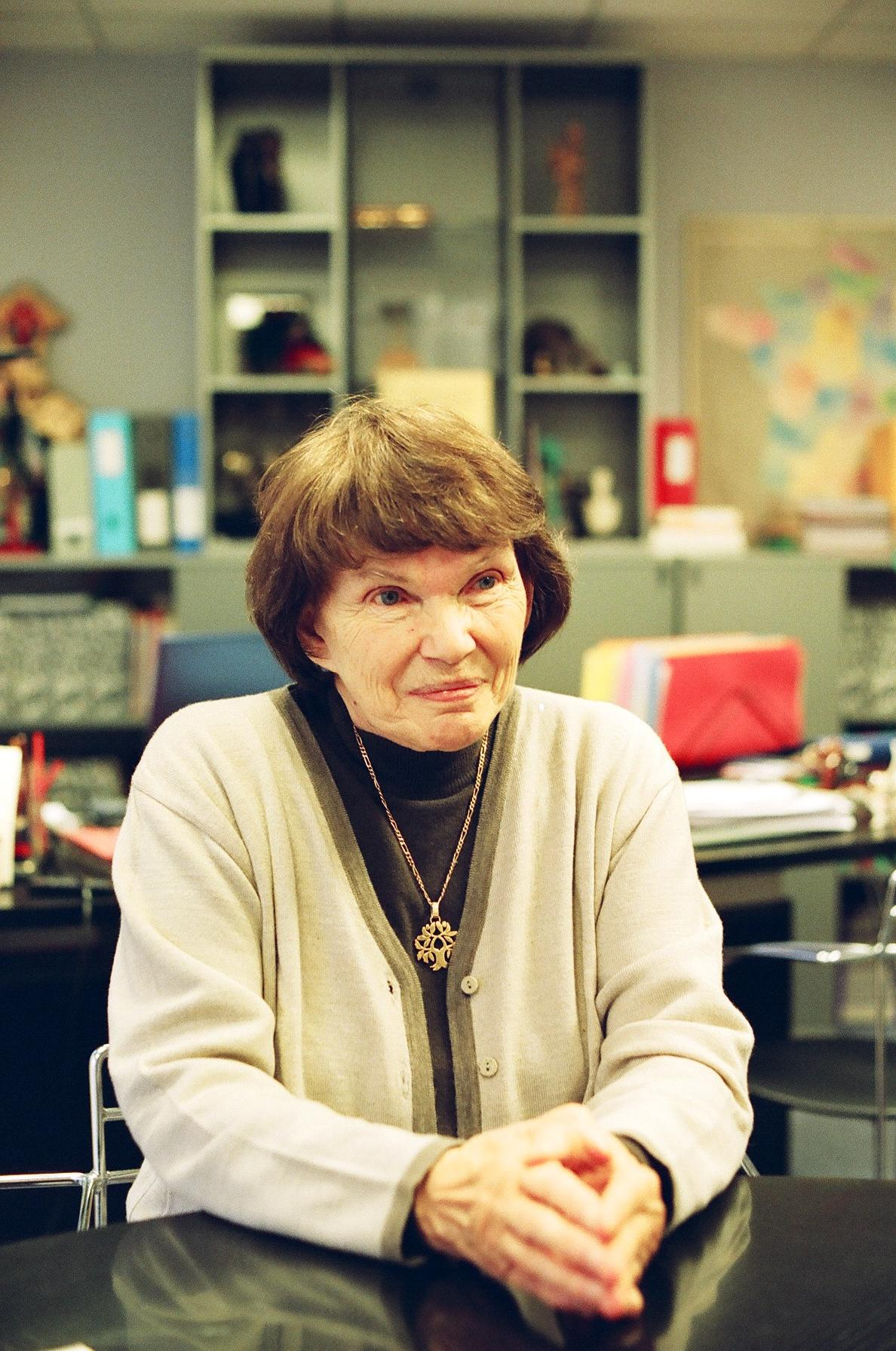
Danielle Mitterrand en 2005.

- Un soutien financier en faveur des projets de terrain portés par les populations locales (Aide au financement d’un programme de récolte d’eau pluviale en Inde pour développer l’agriculture vivrière et l’accès à l’eau potable, etc.)

- Sensibilisation de l’opinion publique mondiale et des populations locales (campagnes de communication sur l'eau ou pour dénoncer des cas de biopiraterie, film de Yann Arthus-Bertrand avec Danielle Mitterrand, etc.)

- Pression auprès des pouvoirs publics et des organisations internationales pour des solutions concrètes et réalistes (Inscription du droit à l’eau dans les constitutions et les conventions internationales, plaidoyers etc.)

- Participation aux forums sociaux mondiaux, organisation de rencontres entre les organisations et les experts, réalisation d’ouvrages de sensibilisation, apprentissage et diffusion des solutions alternatives proposées par les autres cultures.

## Dirigeants
- Président : Gilbert Mitterrand depuis le décès de Danielle Mitterrand en 2011
- Vice-présidente : Jacqueline Madrelle
- Secrétaire général : Emmanuel Poilane
- Directeur : Jérémie Chomette
- Trésorier : Achille du Genestoux

## Soutien
- Pierre Bergé : grand donateur
- Philippe Starck : créateur de la Feuille d'eau
- Agnès Troublé : styliste, grande donatrice et créatrice d'une série limitée de la Feuille d'eau

## Prix Danielle Mitterrand
Depuis 2013, France Libertés remet deux prix Danielle Mitterrand chaque année. Liste des lauréats:
2013 :
- La Mesa interbarrial de Desconectados, réseau d’organisations de quartiers et de communautés qui travaillent sur la question de la déconnexion des services publics des populations pauvres de Medellín (Colombie), notamment l’eau, l’électricité et l’assainissement.
- Les citoyens de Lampedusa pour leur engagement pour l’accueil et le secours porté aux migrants.

2014 :
- La Société péruvienne de droit de l’environnement (SPDA), acteur de la lutte contre la biopiraterie au Pérou et en Amérique du Sud.
- Miguel Ángel Estrella, pianiste argentin, pour son engagement pour la paix.

2015 :
- Les forces Peschmergas, pour leur combat contre le fanatisme et la barbarie.
- Kendal Nezan, Président de l’institut kurde de Paris.

2016 :
- Le mouvement Alternatiba, engagé pour les alternatives contre le changement climatique.
- Vandana Shiva, écologiste, écrivaine et féministe indienne, pour son action contre la biopiraterie.

2017 :
- Le collectif "Or de Question", engagé contre le projet de mine d'or industrielle Montagne d'or en Guyane.
- Hindou Oumarou Ibrahim, autochtone, peule Mbororo du Tchad, qui agit pour porter la voix des peuples autochtones au sein des forums internationaux.

2018 :
- Le peuple Krenak, victime de la plus grande pollution minière du Brésil, en lutte depuis 2015 pour obtenir réparation et que leurs droits soient enfin respectés.
- Golshifteh Farahani, comédienne franco-iranienne, pour son courage dans son combat pour la liberté.

2019 : 
- L’activiste Rodrigo Mundaca, qui lutte pour la « justice de l’eau » au Chili.

2020 :
- le collectif libanais Bujuruna Juzuruna